# Crescencio Pérez
Crescencio Pérez Montano (Media Luna, Cuba, 19 de abril de 1895 - Jiguaní, Cuba, 15 de octubre de 1986) fue un líder campesino cubano que desde muy temprana edad luchó contra las injusticias y la explotación a las que era sometido el campesinado cubano durante la Cuba republicana. Era un prófugo de la justicia antes de 1959, acusado de asesinato por lo que se estableció en la Sierra Maestra. 
Reagrupó a los expedicionarios del yate Granma comandados por Fidel Castro luego del revés de Alegría de Pío, con el apoyo de sus hijos y un grupo de campesinos de la zona, en la Finca El Salvador, perteneciente a su hermano Ramón Pérez Montano en Cinco Palmas. 
Se incorpora al Ejército Rebelde siendo indispensable para su supervivencia gracias a la red de colaboradores campesinos que tenía organizada en toda la Sierra Maestra y su gran conocimiento de la zona. Llega a ostentar el grado de Comandante al frente de la Columna 7 Regimiento Caracas. Al triunfo de la Revolución ocupa responsabilidades en lo referido a las nuevas Leyes de Reforma Agraria, pero pronto fue relegado a puestos menores. Fue uno de los comandantes de la Revolución cubana.
Fueron él y dos de sus hijos, Sergio e Ignacio, quienes pudieron dar con los expedicionarios perdidos en la Sierra Maestra y llevarlos hasta Fidel.
Así se fundó el Ejército del Movimiento 26 de Julio. Y Fidel nombró entonces a Crescencio Fundador de la Revolución Cubana, tal como aparece en viejos documentos de esa gesta histórica.

## Biografía
Crescencio Pérez nació el 19 de abril de 1895, en Purial de Vicana, Media Luna, Oriente, Cuba, y falleció el 15 de octubre de 1986 en Jiguaní, Granma, Cuba. Hijo de Ignacio Pérez y Emilia Montano. 
Desde los 17 años, en el 1912, comienza a enfrentar al frente de unos cuantos campesinos al Juez del término municipal de Niquero y a sus discípulos de la temida guardia rural, cuando se disponían a desalojar a varios campesinos de esta zona. Rápidamente su hazaña se hizo leyenda entre los campesinos de la antigua provincia de Oriente, los que comienzan a acudir a él con el fin de encontrar la justicia que les era arrebatada por terratenientes, capataces y guardias rurales. De esta manera organiza las brigadas anti-desalojo.
Buscado y perseguido durante toda la etapa republicana por sus actividades a favor de la clase oprimida, forma parte de varios movimientos sociales y se involucra en todo lo que oliese a justicia social en defensa de campesinos y obreros. Participa activamente en la lucha contra el gobierno de Gerardo Machado, alzándose junto con un grupo de campesinos de la Ensenada de Mora, Pilón. En 1934 se integra a la Joven Cuba. 
En 1943, funda la Agrupación Local de Agricultores de Frutos Menores y Propietarios de Cañas, que integra a la inmensa mayoría de los campesinos de la región. En su condición de presidente de esta sociedad, a mediados de 1945, viaja a La Habana para exigir al Presidente de la República, el Dr. Ramón Grau San Martín, mediante instrumentos legales, los derechos de los trabajadores azucareros que eran constantemente vejados. Gracias a esta activa vida revolucionaria no tarda en devenir un líder campesino de la región oriental de Cuba que abarca la actual provincia de Granma. En la Sierra Maestra fue jefe de unos 100 campesinos, y se dedicaba al cultivo y venta de marihuana. Se le atribuyen 10 hijos reconocidos.
En los primeros meses de 1956, es contactado por Celia Sánchez Manduley con el objetivo de obtener su apoyo para el desembarco del yate Granma. Es entonces que, Crescencio organiza una red de colaboradores campesinos a lo largo de zonas tan cruciales como Belic, Ojo de Agua, Alegría de Pío, Río Nuevo, Las Palmonas, Santa María, Guaimaral, Ceibabo, La Convenencia, El Mamey, Palmarito, Sevilla, Las Cajas y otros puntos en la ruta general que tendrían que seguir los expedicionarios en su marcha desde la planeada zona del desembarco hasta la Sierra Maestra. 
A mediados de ese mismo año, acompañado de su hijo Ignacio Pérez, miembro de una de las células del Movimiento 26 de Julio en Pilón, realiza un extenso recorrido por la Sierra Maestra hasta el río Palma Mocha, cerca del Pico Turquino, pasando entre otros lugares por Purial de Vicana, El Cilantro, El Ají, La Caridad de Mota, La Habanita, El Lomón, Caracas, El Coco, El Jigüe y la Plata, siguiendo una ruta muy próxima a la que emprendería posteriormente la columna guerrillera de Fidel Castro en las primeras semanas de la guerra. A su paso por estos lugares, deja asegurado el apoyo de todos los campesinos de la zona.
Tras los imprevistos acontecimientos que retrasan el desembarco del Granma, Crescencio, siguiendo las instrucciones de Celia, activa la red de campesinos organizada por él, entre los que se encontraban además, sus hijos Ignacio y Sergio Pérez y el hoy Comandante de la Revolución Guillermo García Frías, entonces un arriero de mulas de Crescencio,  logrando reagrupar a los sobrevivientes del revés de Alegría de Pío, en la Finca San Salvador, perteneciente a su hermano Mongo Pérez, ubicada en Cinco Palmas de Vicana.
El 25 de diciembre de 1956, guiada por Crescencio y bajo el mando de Fidel, parte de Cinco Palmas de Vicana, para internarse en el corazón de la Sierra Maestra, la pequeña columna guerrillera. El 26 de diciembre, Fidel organiza la incipiente tropa quedando Crescencio y su hijo Sergio como parte del Estado Mayor.
Siendo un eslabón fundamental para los expedicionarios, participa entre otros, en los combates de La Plata, Arroyos del Infierno, El Uvero, Pino del Agua, San Lorenzo y El Salto.
El 15 de marzo de 1958 es ascendido al grado de Comandante por orden de Fidel, el cual le da la misión de organizar la Columna 7 "Regimiento Caracas" , que bajo su mando opera en el territorio comprendido entre el norte del Pico Turquino y todo el sureste de la Sierra Maestra, incluidos Manzanillo, Niquero y Pilón hasta el Cabo Cruz. Como jefe de la nueva columna participa en importantes combates, entre los que se encuentran, Cieneguilla, San Ramón y Media Luna.
El 30 de diciembre de 1958 "el Viejo", como le llamaban cariñosamente sus compañeros de lucha, informa al Comandante en Jefe que habían sido liberados por la Columna 7, Niquero, Media Luna, San Ramón, Ceiba Hueca, Campechuela, Calicito y otros poblados situados en su zona de operaciones.